# Кодацький Іван Федорович
Іван Федорович Кодацький (нар. 1 липня 1893, місто Миколаїв Херсонської губернії, тепер Миколаївської області — розстріляний 30 жовтня 1937, місто Москва) — радянський партійний діяч, голова Ленінградського облвиконкому і Ленінградської міської ради. Член Президії ВЦВК і член ЦВК СРСР. Кандидат у члени ЦК ВКП(б) (1925—1930). Член ЦК ВКП(б) (1930—1937).

## Біографія
Народився 19 червня (1 липня) 1893 року в родині чорнороба. У 1904 році закінчив трикласну цековноприходську школу, а в 1910 році — чотирикласне ремісниче училище в місті Миколаєві.
У травні 1910 — червні 1913 року — токар з металу на Миколаївському суднобудівному заводі. Брав участь в страйках і нелегальних робітничих осередках.
У червні 1913 — жовтні 1914 року — токар з металу, майстер на Олонецькому заводі в місті Петрозаводську.
У листопаді 1914 — грудні 1917 року — токар з металу на заводах «Русский дизель», «Электрик», «Старый Лесснер», «Феникс» та інші в місті Петрограді.
Член РСДРП(б) з 1914 року.
Вів партійну роботу серед робітників Виборзького району, з 1915 року — член Виборзького районного комітету РСДРП(б). У січні 1917 року був заарештований, але після Лютневої революції, 6 (19) березня 1917 року, звільнений за амністією.
Був членом Виборзького районного комітету і Петроградського міського комітету РСДРП(б), обирався членом Петроградської ради і головою Виборзької районної думи Петрограда. Брав активну участь в підготовці і проведенні Жовтневого перевороту 1917 року, захоплював Петроградську міську телефонну станцію.
У січні — серпні 1918 року — секретар Народного комісаріату праці РРФСР в Москві.
У вересні 1918 — серпні 1920 року — начальник рибного управління (тресту «Облриба») в місті Астрахані. У вересні 1920 — грудні 1921 року — начальник Петровського рибного управління, уповноважений Ради праці і оборони РРФСР із організації рибних промислів і вивезенню рибних та інших продуктів на берегах Чорного і Азовського морів.
У січні — квітні 1922 року — токар з металу на заводі «Русский дизель» в Петрограді.
У травні — грудні 1922 року — відповідальний організатор Московсько-Нарвського районного комітету РКП(б) міста Петрограда.
У січні 1923 — грудні 1924 року — відповідальний секретар Виборзького районного комітету РКП(б) міста Петрограда.
У січні — грудні 1925 року — заступник голови правління Електротехнічного тресту (тресту слабких струмів) в Ленінграді.
У січні 1926 — грудні 1927 року — відповідальний секретар Московсько-Нарвського районного комітету РКП(б) міста Ленінграда. Одночасно з 7 січня 1926 року — член Північно-Західного бюро ЦК ВКП(б).
У січні 1928 — квітні 1929 року — заступник голови Ленінградської обласної ради народного господарства (раднаргоспу).
У квітні 1929 — січні 1930 року — голова Ленінградської обласної ради народного господарства (раднаргоспу).
10 січня 1930 — 14 грудня 1931 року — голова виконавчого комітету Ленінградської обласної ради і голова Ленінградської міської ради.
13 грудня 1931 — 14 лютого 1937 року — голова Ленінградської міської ради.
У квітні — червні 1937 року — начальник Головного управління машинобудування для легкої промисловості Народного комісаріату важкої промисловості СРСР.
28 червня 1937 року заарештований органами НКВС СРСР у московському готелі «Метрополь». Постановою пленуму ЦК ВКП(б) 29 червня 1937 року виведений із складу членів ЦК ВКП(б). 29 жовтня 1937 року Військовою колегією Верховного суду СРСР за звинуваченням «в участі в контрреволюційній терористичній організації» засуджений до страти. Розстріляний 30 жовтня 1937, похований на Донському кладовищі Москви.
14 березня 1956 року визначенням Військової колегії Верховного суду СРСР вирок від 29 жовтня 1937 року був скасований; справа Кодацького припинена «за відсутністю складу злочину». Рішенням КПК при ЦК КПРС від 22 березня 1956 року відновлений у партії.